# Stenalia sectitarsis
Stenalia sectitarsis là một loài bọ cánh cứng trong họ Mordellidae.